# Milano-Mantova 1954
La Milano-Mantova 1954, diciottesima edizione della corsa, si svolse il 4 luglio 1954 su un percorso di 202 km. La vittoria fu appannaggio dell'italiano Giuseppe Calvi, che completò il percorso in 5h06'00", precedendo i connazionali Germano Marinoni e Mirko Ciapparelli. Questa edizione fu riservata a corridori dilettanti.

## Ordine d'arrivo (Top 10)
| Pos. | Corridore         | Squadra        | Tempo    |
| ---- | ----------------- | -------------- | -------- |
| 1    | Giuseppe Calvi    | Enal Legler    | 5h06'00" |
| 2    | Germano Marinoni  | S.C. Lombardo  | ?        |
| 3    | Mirko Ciapparelli | -              | ?        |
| 4    | Giuseppe Levati   | -              | ?        |
| 5    | Bruno Lodigiani   | -              | ?        |
| 6    | Silvano Tessari   | U.C. Comense   | ?        |
| 7    | Silvio Tei        | Pedale Monzese | ?        |
| 8    | Angelo Viera      | -              | ?        |
| 9    | Antonio Marchi    | S.C. Lombardo  | ?        |
| 10   | Erminio Sala      | Pedale Monzese | ?        |